# Sassoumbroum
Sassoumbroum est une localité et une commune rurale du Niger, département de Magaria, région de Zinder.

## Géographie
La localité de Sassoumbroum est située à 57 km à l'ouest du chef-lieu départemental Magaria. 
| Dan-Barto | Kourni, Yaouri | Kouaya |
| Nigeria   | Sassoumbroum   | Yékoua |
|           | Nigeria        |        |

## Histoire
La commune rurale de Sassoumbroum instaurée en 2002, est issue de la partie ouest du canton de Magaria.

## Population
Lors du recensement général de 2012, la population communale est relevée à 78 163 habitants, dont 6 125 habitants pour la localité principale.

## Localités
La commune s'étend sur 47 villages, 63 hameaux et un camp à l'ouest du département de Magaria.

## Services et infrastructures
- Centre de Santé Intégré (CSI) à Sassoumbroum[5].
- Collège d'enseignement général (CEG) à Sassoumbroum.
- Centre de formation des métiers (CFM) à Sassoumbroum.